# Société d'émulation du Jura
Ne pas confondre avec la Société jurassienne d'émulation, société suisse fondée en 1847.
La Société d'émulation du Jura est une société savante fondée à Lons-le-Saunier en 1817.

## Objectifs et actions de la société
La Société d'émulation du Jura entreprend des recherches dans différents domaines : 
- archéologie ;
- ethnologie ;
- anthropologie ;
- folklore ;
- histoire locale et régionale.

Elle publie annuellement un volume des comptes-rendus de ses travaux.
Les ouvrages qu'elle possède ont été déposés à la Bibliothèque municipale de Lons-le-Saunier, son fonds d'archives, aux archives départementales du Jura, et les objets archéologiques ou artistiques au musée des beaux-arts et d'archéologie de Lons-le-Saunier.

## Anciens membres
| Identité                                 | Période | Période | Durée |
| Identité                                 | Début   | Fin     | Durée |
| ---------------------------------------- | ------- | ------- | ----- |
| Claude-Isabelle Brelot (d) (née en 1943) |         |         |       |

| Identité                               | Période | Période | Durée  |
| Identité                               | Début   | Fin     | Durée  |
| -------------------------------------- | ------- | ------- | ------ |
| Jean Joseph Odille (d) (1786 - 1858)   | 1853    | 1857    | 4 ans  |
| Jacques-Eugène Defranoux (1803 - 1883) | 1857    | 1860    | 3 ans  |
| Maurice Perrod (d) (1868 - 1942)       |         | 1942    |        |
| Gustave Duhem (d) (1902 - 1986)        | 1942    | 1946    | 4 ans  |
| Jean Brelot (d) (1909 - 1970)          | 1947    | 1970    | 23 ans |
| Jean-Luc Mordefroid (d) (né en 1964)   |         | 2018    |        |
| Annie Gay (née en 1945)                | 2018    | 2021    | 3 ans  |
| Jean-Luc Mordefroid (d) (né en 1964)   | 2023    |         |        |

- Louis François Étienne Bergeret
- Thomas Bluget de Valdenuit
- Frère Ogérien
- Eugène Michalet
- Jean-Marie Jacquemier
- Robert Laurent-Vibert
- Charles Léger
- E. Ravignat
- Jacques-Eugène Defranoux[1].

## Tables publiées par la Société d'émulation du Jura
- Table générale récapitulative des travaux et mémoires de la Société d'émulation du Jura depuis sa fondation, 1818-1917 (Lons-le-Saunier, 1918) ;
- Tables générales, 1891-1954 (Lons-le-Saunier, 2008) ;
- Tables générales des communications et travaux, 1954-1978 (Lons-le-Saunier, 1982) ;
- Tables générales des communications publiées dans les Volumes de Travaux de 1979 à 2008 (Lons-le-Saunier, 2010).